# Tolibboy Yuldashev
Tolibboy Yuldashev (4 de septiembre de 2003) es un deportista uzbeko que compite en atletismo adaptado. Ganó dos medallas en los Juegos Paralímpicos de París 2024.

## Palmarés internacional
| Juegos Paralímpicos | Juegos Paralímpicos | Juegos Paralímpicos | Juegos Paralímpicos |
| Año                 | Lugar               | Medalla             | Prueba              |
| ------------------- | ------------------- | ------------------- | ------------------- |
| 2024                | París (Francia)     | Medalla de oro      | Disco F37           |
| 2024                | París (Francia)     | Medalla de bronce   | Peso F37            |